# Heterolocha lunilinea
Heterolocha lunilinea là một loài bướm đêm trong họ Geometridae.